# Baiami torbayensis
Baiami torbayensis är en spindelart som beskrevs av Gray 1981. Baiami torbayensis ingår i släktet Baiami och familjen Stiphidiidae.
Artens utbredningsområde är Western Australia. Inga underarter finns listade.